# Microlepidoptera

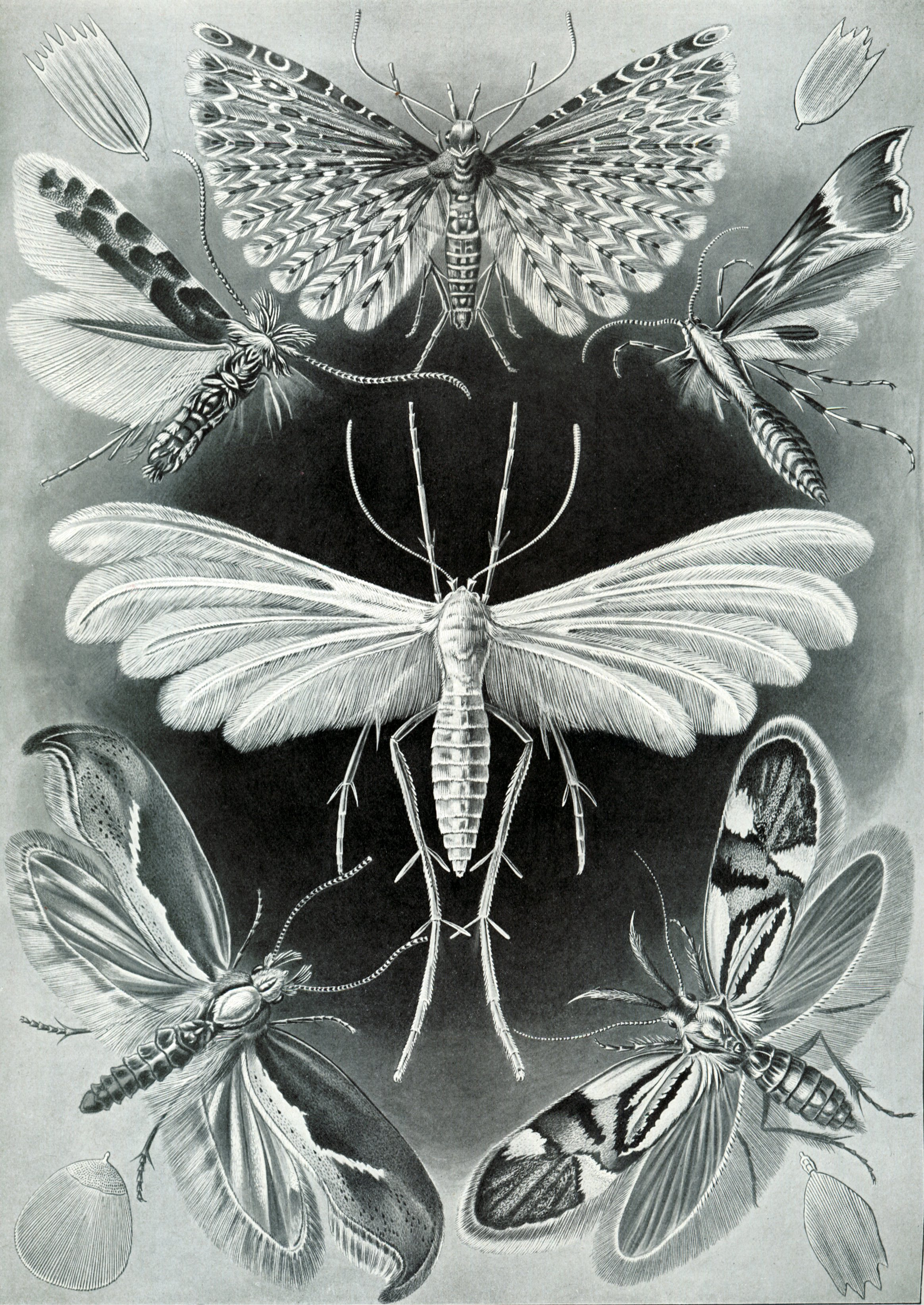
Cinco micromariposas típicas: na parte de cima, um alucitídeo; ao centro, um pteroforídeo branco (mariposa-pluma)

Os termos micromariposas ou microlepidópteros, no vulgar como "pequenas mariposas"  se referem ao agrupamento artificial (sem classificação e não monofilético) de mariposas Microlepidoptera. O termo surgiu por oposição ao agrupamento Macrolepidoptera (que tem maior suporte e estabilidade taxonômica), que representa aqueles Lepidoptera dentro de Heteroneura, Ditrysia, de maior porte e melhor estudados. As mariposas microlepidópteras são significativamente menores em comprimento de outras da mesma ordem, medindo, geralmente, em torno de 20 milímetros de envergadura. Desta feita, são mais difíceis de estudar por morfologia de fenótipos externos quando comparados com Macrolepidoptera. Alguns lepidopteristas referem-se ao esse grupo como 'mariposas primitivas'. 
O uso da terminologia persiste pela praticidade, principalmente por estudiosos não-acadêmicos, dado que organiza uma sistematização simplificada das numerosas subdivisões da taxonomia científica dos lepidópteros. De qualquer maneira, este agrupamento não encontra suporte em caracteres taxonômicos, por reunir linhagens não aparentadas. Um conceito mais amplo de "não-macrolepidópteros" dos microlepidópteros incluiria cerca de 37 das cerca de 47 superfamílias.
Espécies notáveis incluem as chamadas mariposas-plumas e várias espécies de traças ou mariposas-das-roupas.

## Etimologia
Na nomenclatura científica, Microlepidoptera deriva de uma combinação de dois termos oriundos do grego antigo, sendo estes μικρός, mikrós, que significa "algo muito pequeno, microscópico"; e o substantivo neolatino lepidoptera, que, por sua vez, é uma junção dos termos gregos antigos,  λεπίδος, lépidos, que significa "escama"; e πτερά, pterá, significando "asas".
Com isso, os termos "micromariposa" e "microlepidóptero" são um aportuguesamento do nome em latim científico, utilizados na nomenclatura vernácula, que faz referência ao tamanho milimétrico da envergadura destes insetos.

## Diversidade
Conforme a classificação vernácula, Lepidoptera é subdividida entre as mariposas mais e menos primitivas, ou alternativamente, na subdivisão entre as mariposas menores e as mariposas maiores: microlepidópteros e macrolepidópteros, respectivamente. Com isso, são classificados como microlepidópteros quaisquer mariposas que não se encaixam como macrolepidópteros, constituindo um grupo de "saco de gatos", conforme dito na área técnica. A exemplo do estado parafilético do agrupamento, há a inclusão das superfamílias Zygaenoidea, Sesioidea e Cossoidea, que são consideradas por muitos como parte de Macrolepidoptera.  A recém proposta superfamília Andesianoidea é outro caso em questão: essas têm uma envergadura até uma ordem de magnitude maior (de cerca de 5,5 cm) do que a maioria dos outros 'micros' monotrisianos anteriormente conhecidos. 
Embora sendo geralmente menos populares, os micros incluem uma maior diversidade filogenética. Enquanto estes não incluem borboletas, os 'micros' também incluem um número surpreendente de grupos de voo diurno, e o advento de recursos de identificação online em muitos países (como por exemplo, "UK moths") combinado com o uso generalizado da macrofotografia digital, está tornando mais fácil identificá-las.

## Biologia
Microlepidópteros podem ser encontrados em uma variedade de habitats e nichos ecológicos pelo mundo, desde terrestres a aquáticos de água doce (como por exemplo, Acentropinae). Eles têm uma grande variedade de hábitos alimentares nas fases de vida larval e adulta. As lagartas se alimentam de uma variedade de tecidos vegetais e muitos grupos de plantas, desde hepáticas a angiospermas. São mais comumente herbívoros que alimentam-se internamente aos tecidos ('endófagos'), como minadoras ou escavadoras, mas há alguns alimentadores externos ('exófagos'). Alguns se alimentando de fungos, de animais mortos, e outros poucos são parasitóides de outros insetos (alguns Zygaenoidea) ou são detritívoros. Um caso de predadores seria Hyposmocoma molluscivora que se alimenta de caracóis. Na fase adulta, as mariposas podem se alimentar de esporos e pólen (Micropterigidae mandibuladas) além de orvalho (por exemplo, Eriocraniidae); aquelas com probóscides alimentam-se de néctar (maioria das espécies, por exemplo Choreutidae) ou simplesmente não se alimentam, apresentando peças bucais reduzidas ou ausentes. 
Diversas larvas de micromariposas são consideradas pragas econômicas ou domésticas, causando danos às plantas ornamentais ou de plantações, bem como perdas materiais em tecidos e objetos, ou mesmo de alimentos armazenados. 

## Principais grupos
A listagem abaixo é ordenada de acordo com o consenso mais usual da aproximada de diversidade de espécies e abundância ecológica do grupo. As quatro primeiras subfamílias listadas compõem cerca de 90% das espécies de micromariposas. Caracteres listados podem ser úteis para classificá-los, particularmente na forma do palpo labial e da probóscide. Números de espécies são estimativas totais.
1. gelequíideos, lecitocerídeos, coleoforídeos e afins – 16.250 espécies
- Gelechioidea: cabeça de escamas lisas, palpos labiais geralmente delgados, recurvados, com o segmento terminal longo e pontiagudo; a longa probóscide tem escamas na metade basal. Postura de repouso variada.
  - Gelechiidae – gelequíideos
  - Oecophoridae – oecoforídeos
  - Lecithoceridae – lecitocerídeos
  - Cosmopterigidae – cosmopterígios
  - Coleophoridae – coleoforídeos
  - Elachistidae – elasquistídeos
  - Momphidae – momfídeos
  - Ethmiidae – etmíideos
  - Blastobasidae – blastobasídeos
  - Batrachedridae – batrachedrídeos
  - Scythrididae – escitridídeos
  - Pterolonchidae – pterolonquídeos
  - Symmocidae – simocídeos
  - Agonoxenidae  – agonoxenídeos
  - Holcopogonidae – holcogonídeos
  - Metachandidae – metacandídeos

2. pirálidas, mariposas-da-grama – 16.000 espécies
- Pyraloidea: cabeça com escamas ásperas, tromba escamada, órgãos timpânicos no abdome; palpos labiais geralmente não recurvados, segmento terminal geralmente rompido. As veias das asas posteriores estão próximas ou fundidas no meio da asa; postura de repouso geralmente com as asas bem enroladas ou mantidas bem planas para a superfície em forma triangular e com palpos labiais muitas vezes projetando-se para frente, dando aparência de concorde; antenas muitas vezes varridas paralelas sobre o corpo. São considerados o grupo mais próximo de Macrolepidoptera, e talvez ancestral a ele.
  - Pyralidae – pirálidas
  - Crambidae – crambídeos

3. torticídeos – 6.200 espécies
- Tortricidae: cabeça escamosa, palpos labiais com segmento apical curto e rompido, metade basal da probóscide não escamada; asas apoiadas nas costas em posição de tenda ou achatada; costa anterior muitas vezes fortemente convexa ou sinuada em muitos Tortricinae com forma de sino.

4. traças-das-roupas, psiquídeos e aliados – 4.200 espécies
- Tineoidea: cabeça muitas vezes com tufos de escamas eretas; os palpos labiais geralmente apresentam cerdas no segmento médio e o segmento terminal é longo; asas geralmente mantidas sobre as costas em posição de tenda e cabeça perto da superfície.
  - Tineidae – tineídeos, mariposas-das-roupas, mariposas fungívoras, tineídeos
  - Eriocottidae – eriocotídeos
  - Acrolophidae – acrolofídeos
  - Arrhenophanidae – arrenofanídeos
  - Psychidae – psiquídeos, bichos-do-cesto
  - Lypusidae – lipusídeos, bichos-do-cesto europeus

5, 6. mariposas minadoras – 3.200 espécies
- Gracillarioidea – 2.300 espécies
  - Gracillariidae – gracilaríideos
  - Bucculatricidae – buculatricídeos
  - Douglasiidae – douglasíideos, mariposas-de-douglas
  - Roeslerstammiidae – roelerstamíideos
- Nepticuloidea – 900 espécies
  - Nepticulidae – mariposas-pigmeu, nepticulídeos
  - Opostegidae – opostegídeos

7. yponomeutídeos, mariposas-de-yucca e afins – 1.500 espécies
- Yponomeutoidea
  - Yponomeutidae – yponomeutídeos
  - Acrolepiidae – acrolepíideos
  - Ypsolophidae – ypsolofídeos
  - Plutellidae – plutelídeos
  - Glyphipterigidae – glifipterigídeos
  - Heliodinidae – mariposas-douradas, heliodinídeos
  - Bedelliidae – bedelíideos
  - Lyonetiidae – mariposas-de-lyonet, lyonetídeos

8, 9. mariposas-pluma – 1.160 espécies
- Pterophoridae – mariposas-pluma, pteroforídeos – 1.000 espécies
- Alucitidae – alucitídeos – 160 espécies

10. mariposas-folha tropicais – mais de 1000 espécies
- Thyrididae: micromariposas de voo majoritariamente diurno, tiridídeos

11. mariposas-fada, mariposas de yucca e afins – 600 espécies
- Adeloidea
  - Incurvariidae – mariposas cortadoras de folha, incurvaríideos
  - Adelidae – mariposas-fada, adelídeos
  - Heliozelidae – minadoras, heliozelídeos
  - Prodoxidae – mariposas-de-yucca, prodoxídeos
  - Cecidosidae – cecidosídeos

12. coreutídeos – 402 espécies
- Choreutidae – coreutídeos

13. micropterigídeos – 180 espécies
Micropterigoidea
- Micropterigidae – micropterigídeos

14. eriocraníideos – 24 espécies
- Eriocraniidae – eriocraníideos

Superfamílias menos comuns de serem encontradas:
15. mariposas-da-fruta tropicais – 318 espécies
- Copromorphoidea
  - Copromorphidae – copromorfídeos
  - Carposinidae – carposinídeos

16. epermeníideos – 83 espécies
- Epermeniidae – epermeníideos

17. esqueletizadores das ameixeiras e afins – 8 espécies
- Schreckensteiniidae – schreckensteiníideos

18. imídeos – 250 espécies
- Immidae – imídeos

19. urodídeos – 60 espécies
- Urodidae – urodídeos

20. mariposas-de-teca tropicais – 20 espécies
- Hyblaeidae – hiblaeídeos

21. mariposas-malgaxes-de-whalley – 2 espécies
- Whalleyanidae – whalleyanídeos

Famílias "primitivas" mais raramente encontradas:
22. mariposas-de-kauri – 2 espécies
- Agathiphagidae – agantafagídeos

22. mariposas-das-faias-do-sul ou mariposas-valdivianas arcaicas – 9 espécies
- Heterobathmiidae – heterobatmíideos

23. mariposas-douradas arcaicas – 4 espécies
- Acanthopteroctetidae – acantopteroctetídeos

24. mariposas-douradas arcaicas australianas – 6 espécies
- Lophocoronidae – lofocoronídeos

25. mariposas-sino arcaicas – 12 espécies
- Neopseustidae – neopseustídeos

26. mariposas endêmicas neozelandesas – 7 espécies
- Mnesarchaeidae – mnersarcaídeos

27. mariposas-de-gondwana – 60 espécies
- Palaephatidae – palaefatídeos

28. minadoras de embaúba – 107 espécies
- Tischeriidae – tisqueríideos

29. simaetistídeos – 4 espécies
- Simaethistidae – simaetistídeos

30. galactóides ou galacticídeos – 17 espécies
- Galacticidae – galactícideos

### "Micros" de maior porte
Grupos de posicionamento controverso, entre "micros" e "macros", usados por amadores. 'Macros arcaicos e primitivos' não é um nome recomendado para estes, pois pode criar confusão de seu posicionamento em alguns sistemas de classificação.
31. hepialídeos e afins – 544 espécies
- Hepialoidea
  - Hepialidae – mariposas-fantasmas, hepialídeos
  - Anomosetidae – mariposas-fantasmas australianas, anomosetídeos
  - Prototheoridae – mariposas-fantasmas africanas, prototeorídeos
  - Neotheoridae – mariposas-fantasmas amazônicas, neotorídeos
  - Palaeosetidae – mariposas-fantasmas, paleosetídeos

Não classificados em superfamílias:
32. mariposa-mística-de-meyrick – 1 espécie
- Prodidactidae – mariposa-mística-de-meyrick, prodidactídeo

Micros monotrisianos maiores:
33. mariposas endêmicas andinas – 3 espécies
- Andesianidae – andesianídeos

Micros ditrisianos maiores (anteriormente 'macros primitivos'):
34. zygaenídeos, limacodídeos, mariposas-bruxa, dalcerídeos e afins – 2,600 espécies
- Zygaenoidea
  - Zygaenidae – zygaenídeos
  - Limacodidae – limacodídeos
  - Megalopygidae – megalopigídeos
  - Epipyropidae – epipiropídeos
  - Heterogynidae – heteroginídeos
  - Himantopteridae – hemantopterídeos
  - Anomoeotidae – anomoetídeos
  - Cyclotornidae – ciclotornídeos
  - Somabrachyidae – somabraquídeos
  - Dalceridae – dalcerídeos
  - Lacturidae – lacturídeos
  - Aididae – aidídeos

35. sesídeos, castnídeos, bracodídeos e afins – 1,300 espécies
- Sesioidea
  - Sesiidae – sesíideos
  - Castniidae – castníideos
  - Brachodidae – bracodídeos

36, 37. cossídeos e afins – 676 espécies
- Cossoidea
  - Cossidae – cossídeos
  - Dudgeoneidae – dudgeoneídeos, mariposas-de-dudgeon